# Mouse (mangá)
MØUSE (マウス, mausu) é uma série anime de 12 episódios escrita por Hiroyuki Kawasaki, dirigida por Yorifusa Yamaguchi e produzida por Media Factory e Studio DEEN. Foi adaptada de um mangá serializado na revista Young Animal.

## O Mangá
Com roteiro de Satoru Akahori e desenhos de Hiroshi Itaba o mangá conta a história de Sorata Muon que para os olhos dos cidadãos comuns é um simples professor de artes mas que na verdade é o lendário ladrão "Mouse" que com ajuda de suas atraentes assistentes realiza os mais incríveis roubos.
"Não há nada que o Mouse não possa roubar". Com essa frase Sorata desafia a polícia de Tóquio (principalmente o Inspetor Onizuka) e seus rivais roubando coisas aparentemente impossíveis de serem roubadas, desde obras de artes caríssimas até animais exóticos. Mas Sorata não é um ladrão comum que rouba para enriquecer. Na verdade a família Muon é uma das famílias mais ricas do Japão. Mouse rouba pelo desafio, pela emoção. Tanto que ele sempre ressarce financeiramente as instituições que ele roubou.
O título "Mouse" é na verdade uma herança de família, ou seja, antes de Sorata ser o Mouse, seu pai, Soraya, foi o Mouse, assim como antes de Soraya veio seu pai Soraza e assim por diante.
O trabalho do Mouse seria fácil se seu adversário fosse só a polícia mas no decorrer da história aparecem outros rivais que também são especialistas em roubos impossíveis como One, um homem extremamente misterioso e perigoso.
Esse é o lado aventureiro da história do Mouse. Isso porque Mouse é na verdade um mangá ecchi. Com isso boa parte da história do Mouse é baseada na relação de Sorata com suas milhões de  empregadas, Principalmente com suas três empregadas de elite Mei Momozono, Yayoi Kuribayashi e Hazuki Kakio que o chamam de "mestre". O mangá foi lançado no Brasil pela Editora JBC em 14 volumes com classificação para maiores de 18 anos.

## Os Personagens
- Sorata Muon/Mouse: Sorata é um jovem de 20 anos da família Muon, uma das mais ricas do japão. Trabalha como professor de artes na Escola Yamanoue em Setagaya, Tóquio. Isso só de fachada porque na verdade ele é Mouse, um ladrão que é capaz de realizar os mais incríveis roubos desafiando a polícia e seus rivais.

- Mei Momozono: É a principal assistente do Mouse. Sua família serve o Mouse há gerações, por isso ela foi escolhida para ser assistente do Mouse. Trabalha como professora de matemática na Escola Yamanoue. É muito bonita, tem muito carinho pelo seu mestre e cozinha muito mal.

- Yayoi Kuribayashi: Uma das assistentes do Mouse. Yayoi era uma garota tímida e recatada mas mudou completamente depois de conhecer Sorata. Trabalha como enfermeira da Escola yamanoue. Tem grandes conhecimentos em química, mecânica e culinária (é a melhor cozinheira de todas). Possui um lado masoquista muito forte.

- Hazuki Kakio: Outra assistente do Mouse. Hazuki vivia numa casa praticamente sozinha. Como perdeu seus pais na adolescência ela foi criada por seus tios que eram malvados e ambiciosos, de olho apenas no tesouro da família. Com isso Hazuki criou múltipas personalidades o que fez com que a isolassem mais ainda do mundo exterior. Mas Sorata apareceu e a ajudou a solucionar seus problemas. Desde então, Hazuki vive ao lado de Sorata. Trabalha como professora de educação física da Escola Yamanoue. Tem grande agilidade, sabe lutar muito bem, tem a habilidade de aparecer no lugares mais improváveis e adora fazer cosplay.

- Inspetor Onizuka: É o inspetor da polícia de Tóquio que integra o Departamento especial de investigação do "ladrão Mouse". Onde o Mouse estiver ele sempre estará lá para tentar impedir o roubo, mas ele nunca consegue.

- Minami: É assistente do inspetor Onizuka, auxiliando-o na tentativa de captura do Mouse. Já foi colega de escola de Sorata mas nem imagina que seu velho amigo seja seu principal inimigo.

- One: One é um homem totalmente envolto em mistérios. Ninguém sabe sua origem, mais especificamente falando, poucos sabem de sua existência. Trabalha para a SSSS (lê-se Four S). Usa fios como arma e, por incrível que pareça, aparenta ser imortal.

- Fuyuharu Momozono: Ele é o diretor da Escola Yamanoue e avô da Mei. Apesar de ser bem mais velho, chama Sorata de "sinhozinho". É um bebum de primeira.

- Machiko Tsukioka: Machiko é uma personagem secundária na história criada para dar um ar de comédia à trama. É uma das alunas da Escola Yamanoue. Ela é apaixonada pelo Sorata (ou "Ratinho", como ela gosta de chamá-lo) e tenta seduzi-lo convidando-o para sair mas sempre é interrompida pelas assistentes dele.